# 1952年ヘルシンキオリンピック

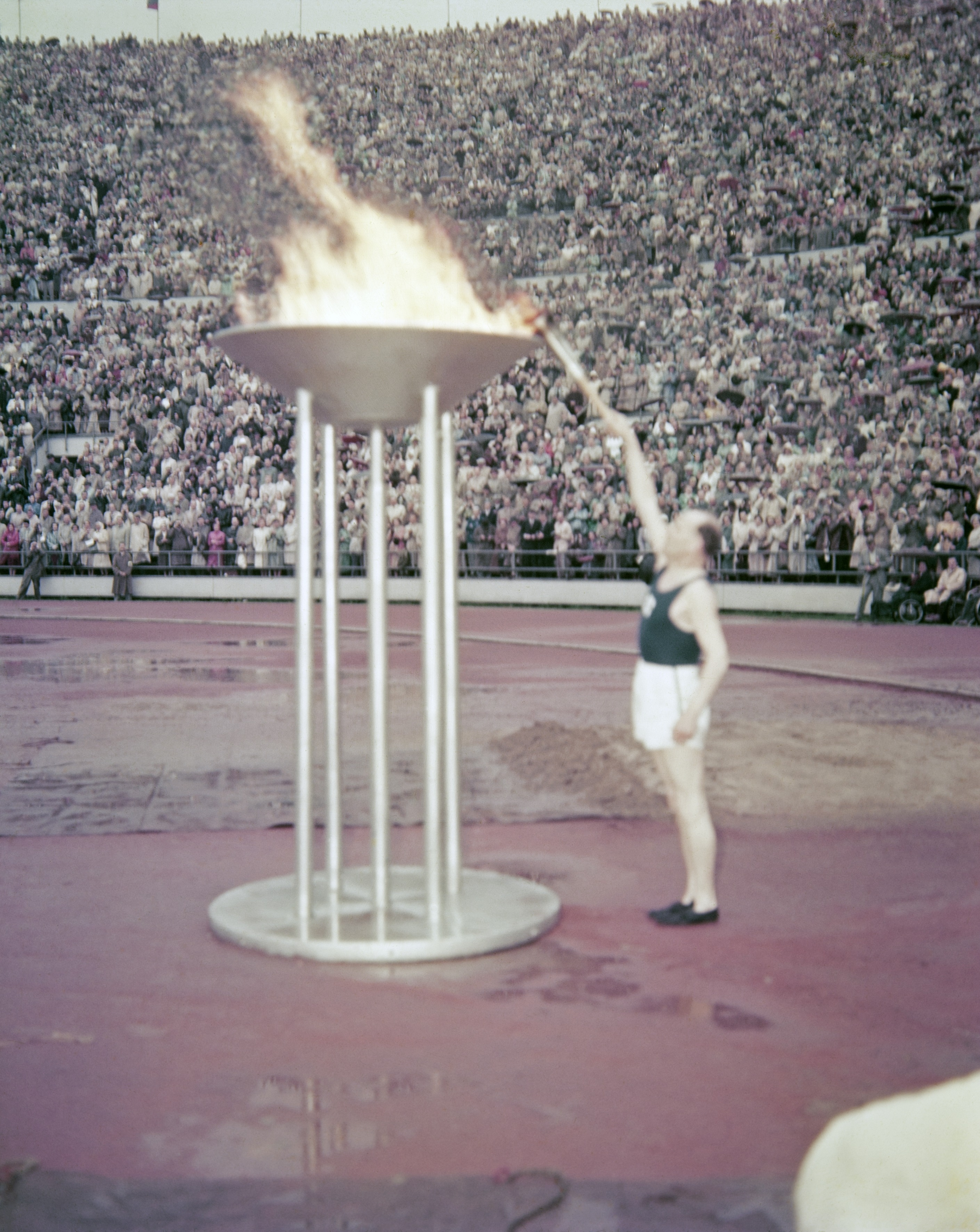
パーヴォ・ヌルミによる聖火点火

1952年ヘルシンキオリンピック（1952ねんヘルシンキオリンピック）は、1952年7月19日から8月3日まで、フィンランドのヘルシンキで行われたオリンピック競技大会。ヘルシンキ1952（Helsinki 1952）と呼称される。北欧での開催は1912年ストックホルムオリンピック以来である。

## 大会開催までの経緯
ヘルシンキオリンピックの開催は1947年6月21日のストックホルムでのIOC総会で決定。立候補はヘルシンキの他、 オランダのアムステルダム、そして アメリカ合衆国からロサンゼルス・ミネアポリス・デトロイト・シカゴ・フィラデルフィアの計7都市・3か国（当時は「同じ国からの立候補は1都市に絞る」という規定はなかった）。第1回目ではヘルシンキがトップになったものの、過半数15票に1票足りないので、最下位のフィラデルフィアを含む3都市が脱落し4都市で争い、ヘルシンキに決定した。
| 都市             | 国             | 1回目 | 2回目 |
| ---------------- | -------------- | ----- | ----- |
| ヘルシンキ       | フィンランド   | 14    | 15    |
| ロサンゼルス     | アメリカ合衆国 | 4     | 5     |
| ミネアポリス     | アメリカ合衆国 | 4     | 5     |
| アムステルダム   | オランダ       | 3     | 3     |
| デトロイト       | アメリカ合衆国 | 2     | -     |
| シカゴ           | アメリカ合衆国 | 1     | -     |
| フィラデルフィア | アメリカ合衆国 | 0     | -     |

## ハイライト
- ヘルシンキでの五輪は本来、1940年に東京で予定されていたものが日中戦争激化を理由に開催中止となり、その代替として繰り上げ開催される予定になっていた。しかし、その後の第二次世界大戦の勃発により開催は返上され、12年後の今回が初開催となった。なお、夏季五輪は規定により開催されなかった年も回次が付き「みなし開催」とされており、公式にはヘルシンキにおいて2度目の開催という扱いになる。
- 大会直前、7月17日の国際オリンピック委員会総会において、賛成33、反対20で中華人民共和国と中華民国双方の参加が決まり[2]、中華民国はこれに反発して参加を取りやめた[3]。中華人民共和国はオリンピック初参加となった。
- フィンランドの英雄パーヴォ・ヌルミとハンネス・コーレマイネンの手によって聖火が届けられ、同国民が歓喜した。
- 日本が第二次世界大戦後初（16年ぶり）の夏季オリンピックの参加となった。
- ソ連がオリンピック初参加。金メダル第1号は陸上競技女子円盤投のニーナ・ロマシェコワであった。
- 馬術で軍人以外の男子と女子の参加が認められ、デンマークのリス・ハルテルが同競技初の女子金メダリストになった。
- チェコスロヴァキアのエミール・ザトペックが、陸上競技長距離種目（5000メートル、10000メートル、マラソン）で3つの金メダルを獲得
- ヨーロッパの小国ルクセンブルクのヨジー・バーテルが、陸上競技男子1500メートルで優勝したことにより大番狂わせを演じた。
- 2021年現在、夏季オリンピックでは最も緯度が高い都市で開催された大会となっている（1956年メルボルンオリンピック以降は、ヘルシンキよりも緯度が高い都市で開催された夏季オリンピックは存在しない）。

## 実施競技
| - 陸上競技 - 競泳 - 飛込 - 水球 - サッカー - ボート - ホッケー - ボクシング - 体操 - バスケットボール |  | - レスリング - セーリング - ウエイトリフティング - 自転車 - 馬術 - フェンシング - 射撃 - 近代五種競技 - カヌー - 野球 |

## 各国の獲得メダル
| 順 | 国・地域               | 金 | 銀 | 銅 | 計 |
| -- | ---------------------- | -- | -- | -- | -- |
| 1  | アメリカ合衆国         | 40 | 19 | 17 | 76 |
| 2  | ソビエト連邦           | 22 | 30 | 19 | 71 |
| 3  | ハンガリー             | 16 | 10 | 16 | 42 |
| 4  | スウェーデン           | 12 | 13 | 10 | 35 |
| 5  | イタリア               | 8  | 9  | 4  | 21 |
| 6  | チェコスロバキア       | 7  | 3  | 3  | 13 |
| 7  | フランス               | 6  | 6  | 6  | 18 |
| 8  | フィンランド（開催国） | 6  | 3  | 13 | 22 |
| 9  | オーストラリア         | 6  | 2  | 3  | 11 |
| 10 | ノルウェー             | 3  | 2  | 0  | 5  |

## 関連楽曲
- オリンピックの歌（作詞：山田千之、作曲：高田信一）

藤山一郎 & 荒井恵子（コロムビア）、灰田勝彦（ビクター）、長門美保 & 畑中良輔（キング）、竹山逸郎（テイチク）、瀬川伸 & エト邦枝（タイヘイ）の競作。
- オリンピック目指して（作詞：今井広史、作曲：古関裕而、歌：伊藤久男 & 岡本敦郎）

日本体育協会、産業経済新聞社選定曲。1949年8月発売（コロムビア）。